# Carl Ringvold (1876–1960)
Carl August Ringvold (ur. 3 kwietnia 1876 w Oslo, zm. 22 stycznia 1960 tamże) – norweski żeglarz sportowy. Dwukrotny złoty medalista olimpijski.
Brał udział w dwóch igrzyskach (IO 20, IO 24), na obu zdobył złote medale. W 1920 sięgnął po złoto w klasie 8 m w formule 1907. Cztery lata później ponownie triumfował w klasie 8 m, a wśród członków załogi był również jego syn o tym samym imieniu.